# Sierra de Busaco

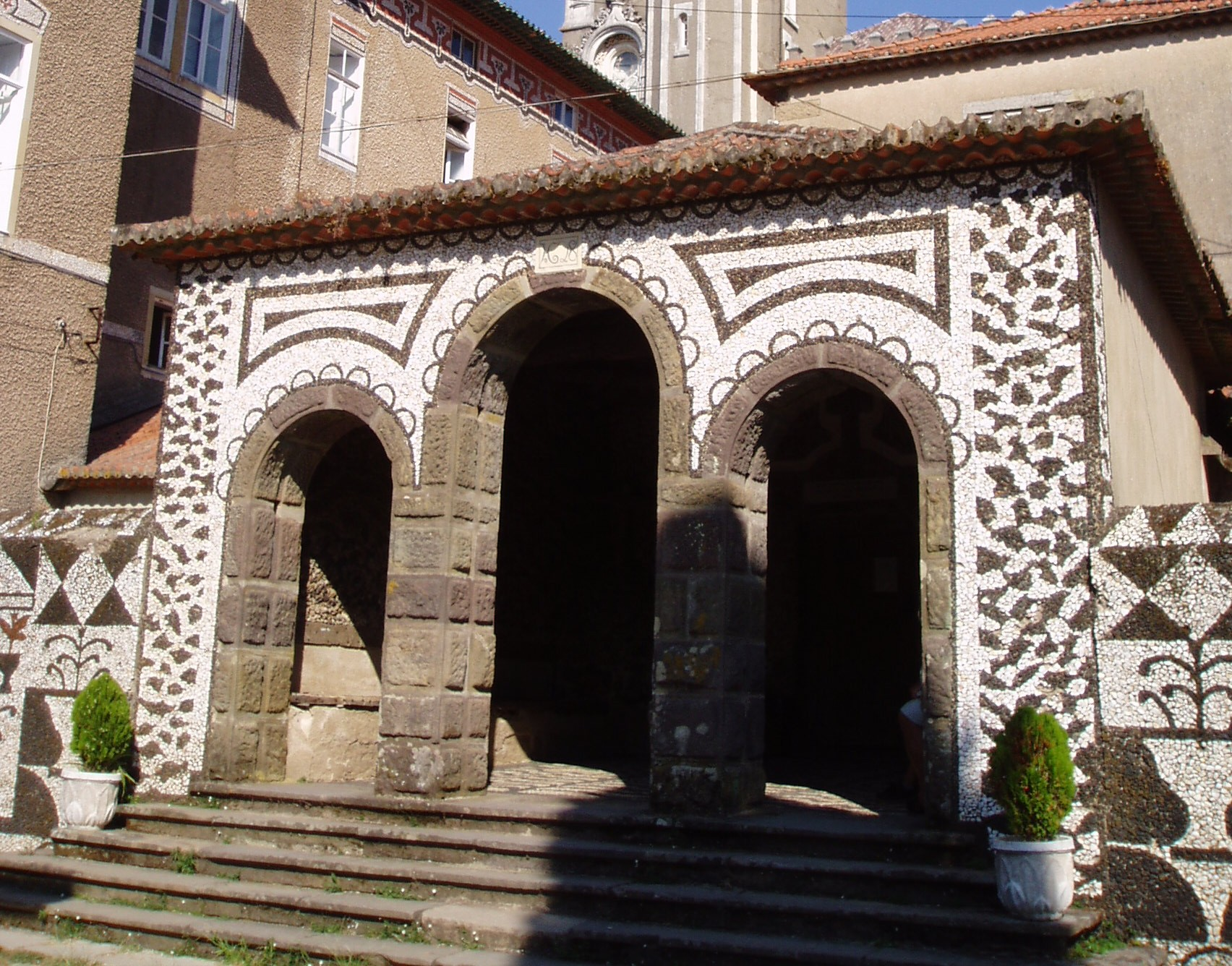
Convento de Santa Cruz.

La sierra de Busaco (Buçaco o Bussaco, según otra grafía usada antiguamente) se encuentra en Portugal, en la parroquia de Luso, perteneciente al municipio de Mealhada. Es especialmente conocida porque en el siglo XVII los carmelitas descalzos vallaron una parte, conocida actualmente como Bosque de Busaco (Mata do Buçaco, en portugués), y fundaron allí el convento de Santa Cruz de Busaco, plantando todo el perímetro con mucha variedad de árboles que actualmente forman un frondoso paraje, muy visitado, que se recorre por diversos senderos. En el siglo XIX se construyó un palacio real transformado posteriormente en el Palacio Hotel de Busaco, que está entre los hoteles más bellos del mundo.
En 1810 tuvo lugar la Batalla de Busaco dentro del ámbito de la Guerra de la Independencia, llamada en Portugal "Guerra Peninsular".
La sierra es también conocida desde antiguo como sierra de Alcoba. Su máxima elevación, de 549 metros, es la Alta Cruz, mirador desde donde se contemplan unas espectaculares vistas que alcanzan incluso el océano Atlántico, situado a 40 kilómetros de distancia. La pluviosidad anual es de unos 1500 mm, con 130 días de lluvia. La temperatura oscila entre los 35 °C en verano y 5 °C en invierno. Las nieblas, sobre todo en verano e invierno, son frecuentes y densas.

## El bosque o mata de Busaco[1]

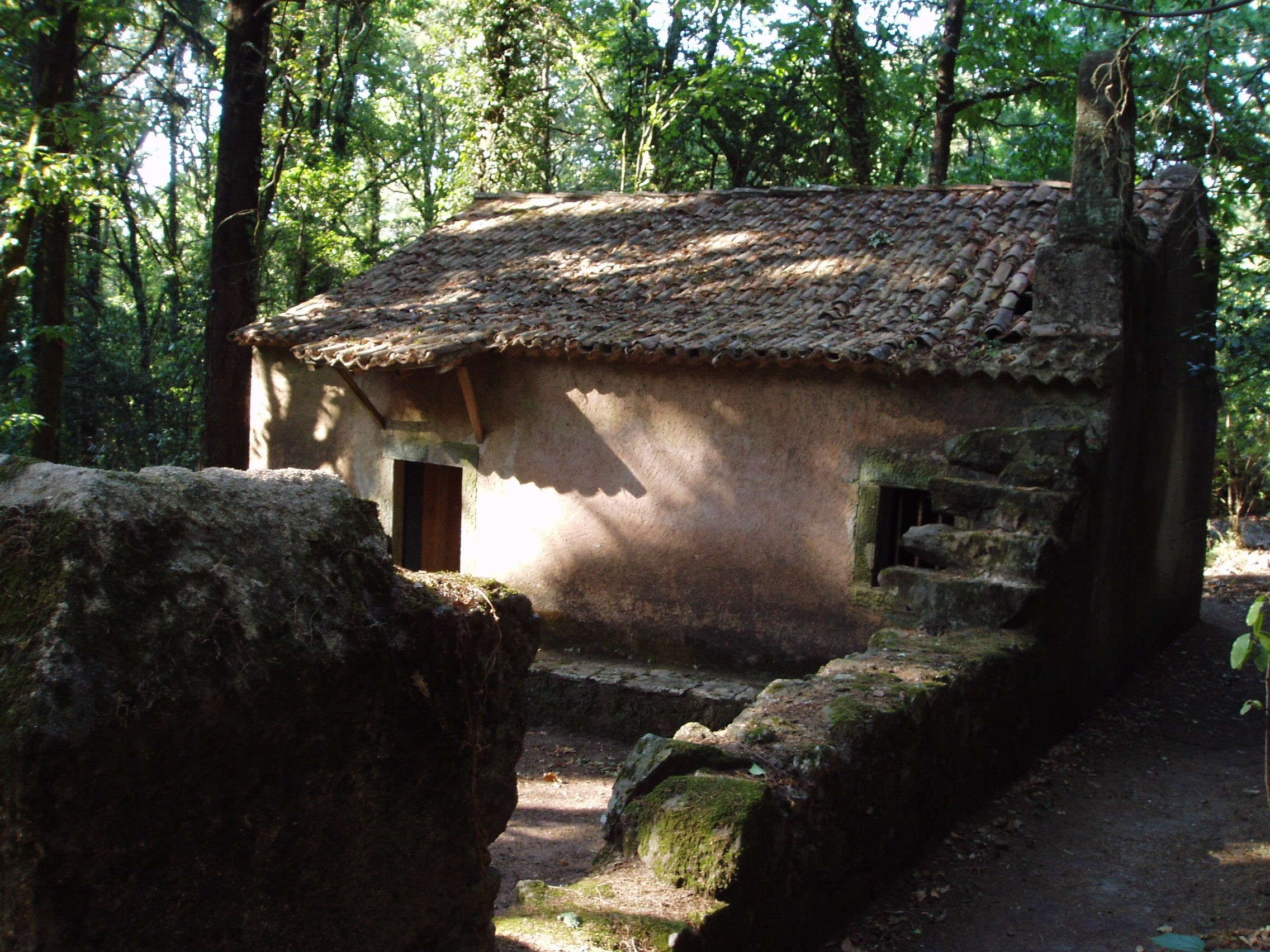
Una de las ermitas del bosque de Busaco.

En el siglo VI los benedictinos fundaron un monasterio en Vacariça, a cinco kilómetros de Busaco, aunque se cree que antes, en el siglo II, la zona pudo haber servido de refugio a los primeros cristianos. 
La orden de los carmelitas descalzos eligió esta sierra a comienzos del siglo XVII para fundar un monasterio. Cerraron la zona que hoy es el "bosque de Busaco" (Mata do Buçaco) con una tapia. Solo se comunicaban con el mundo exterior mediante tres puertas (de Rainha, de Sula y de Coímbra), que siguen existiendo hoy en día. LOs monjes se dedicaron al cuidado del bosque, plantando gran variedad de especies arbóreas, incluyendo algunas exóticas. En 1643 obtuvieron una bula papal que decretaba la excomunión para quien cortara algún árbol del monasterio.
La longitud máxima del bosque es de 950 metros, entre las puertas de Sula y Coímbra. La tapia mide 5750 metros de longitud y tiene tres metros de altura, siendo la superficie total de unas 400 hectáreas.
El convento fue fundado en 1628 y de él sólo quedan hoy en día la iglesia y el claustro, junto al Palacio hotel. La entrada a la iglesia tiene tres arcos y el interior es de nave única y planta de cruz latina, con bóveda en la intersección con el crucero.

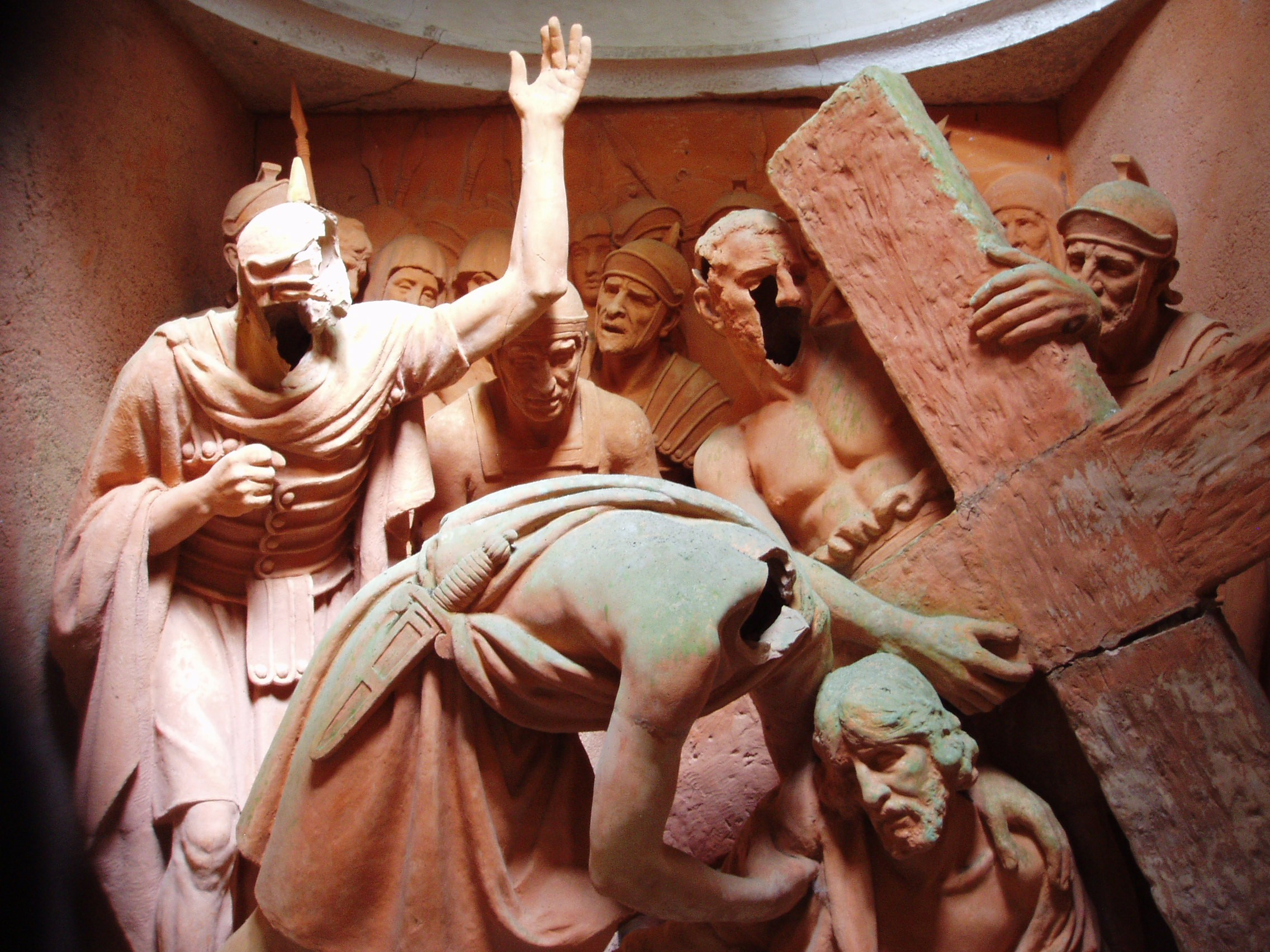
Una de las estaciones del Viacrucis.

Entre 1730 y 1750 los monjes construyeron hasta once ermitas en el bosque para vivir solitariamente en ellas. Eran las de San Elías, Santa Teresa, Nuestra Señora de la Asunción, Nuestra Señora de la Expectación, Nuestra Señora de la Concepción, San Miguel, Santísimo Sacramento, San José, del Calvario, del Santo Sepulcro y de San Juan Bautista. Nueve de ellas siguen existiendo hoy en día aunque en no muy buen estado de conservación (agosto de 2006), si bien se encuentran en proceso de restauración.
También hay un viacrucis de más de tres kilómetros que hoy en día está formado por veinte pequeñas capillas en cuyo interior están representadas las distintas estaciones mediante figuras modeladas en barro a tamaño natural. Por último, existen cuatro capillas (de Santa María Magdalena, San Pedro, San Juan de la Cruz y San Antonio) y seis fuentes (de San Elías, Santa Teresa, San Silvestre, Fría, del Carregal y de la samaritana).

## La Batalla de Busaco
En 1810 se desarrolló la Batalla de Busaco en el ámbito de la Guerra de la Independencia, enfrentándose las tropas napoleónicas al mando del mariscal Massena con el ejército anglo-portugués a las órdenes del duque de Wellington. El acontecimiento es recordado mediante un monolito. También existe un museo militar en el que se exponen distintos recuerdos de la batalla, como armas y uniformes.

## El Palace Hotel Buçaco

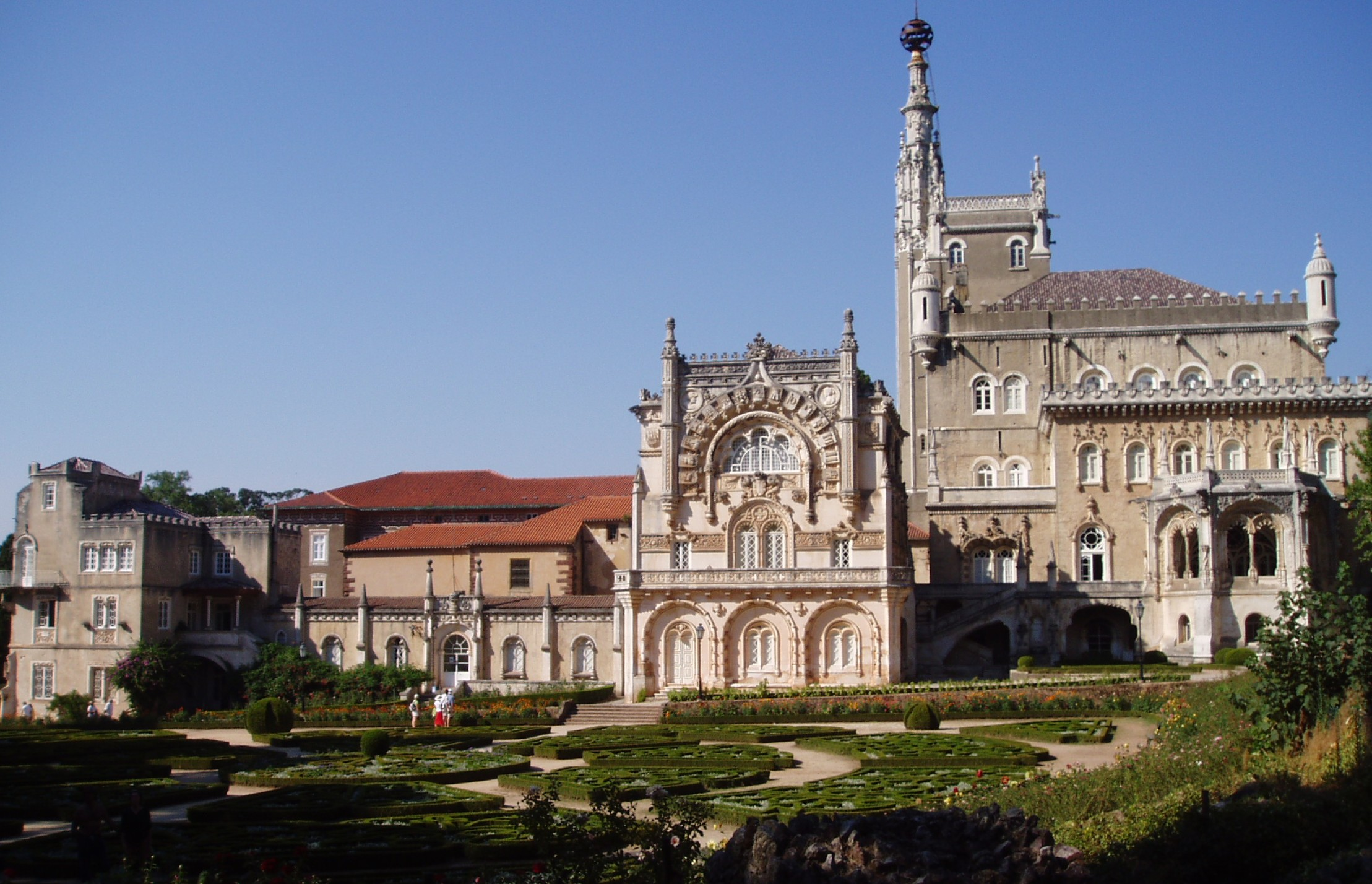
El Palace Hotel Buçaco.

Tras la prohibición en 1834 de las órdenes religiosas en Portugal, los carmelitas descalzos tuvieron que abandonar Busaco. El estado se hizo cargo del bosque y plantó nuevas especies vegetales. Fue también entonces cuando se instaló el viacrucis de figuras de barro. Una gran parte del convento construido por los monjes fue derribado a comienzos del siglo XX para construir un pabellón de caza para la familia real portuguesa. Del proyecto, que acabó convirtiéndose en el edificio que existe en la actualidad, se hizo cargo el arquitecto y coreógrafo italiano Luigi Manini, aunque también intervinieron otros arquitectos como Nicola Bigaglia, Manuel Joaquim Norte y José Alexandre Soares. Fue utilizado por la familia real en una única ocasión. Después de la Primera Guerra Mundial, ya como hotel, se convirtió en uno de los destinos de moda en Europa.
De estilo neo-manuelino, su estructura exterior, en piedra de Ançã, recuerda a la Torre de Belém y muestra motivos del claustro del monasterio de los Jerónimos, ambos en Lisboa, así como arabescos del Convento de Cristo de Tomar.

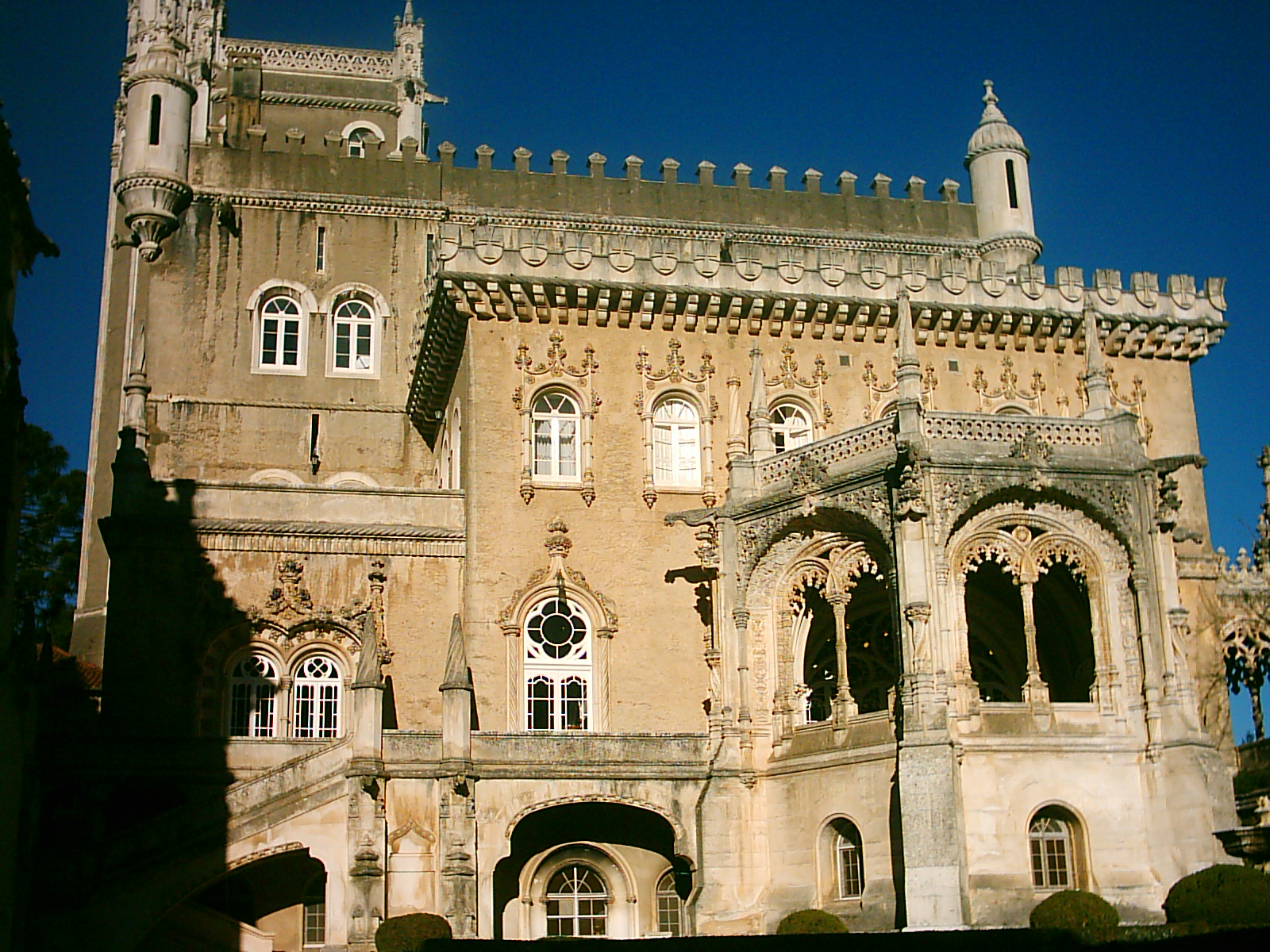
Palacio de Busaco.

El suntuoso interior está decorado con paneles de azulejos, frescos y cuadros alusivos a la época de los descubrimientos portugueses. Destacan los azulejos del pintor Jorge Colaço evocando Os Lusíadas de Camões, los autos de Gil Vicente y la "Guerra Peninsular" (Guerra de la independencia); las esculturas de António Gonçalves y Costa Mota, los admirables lienzos de João Vaz ilustrando versos de la epopeya marítima de Camões; los frescos de António Ramalho o las valiosas pinturas de Carlos Reis.
El mobiliario, verdadero patrimonio museológico, incluye piezas portuguesas, indo-portuguesas y chinas, realzadas por la fastuosa tapicería. Destacan también el techo morisco, el suelo ejecutado con maderas exóticas y la galería real
Desde 1996 está catalogado como Edificio de Interés Público.